# Keersoppermolen
De Keersoppermolen was een watermolen op de Keersop, gelegen nabij de plaatsen Riethoven en Dommelen. Hij lag in de buurtschap Keersop, ook Kerspe geheten.
De molen fungeerde oorspronkelijk als korenmolen en was eigendom van de Heer van Herlaar, die tot 1368 ook Heer was van Waalre, Valkenswaard en Aalst. Hij bezat in de 14e eeuw ook die moelen te Kerspe met allen toebehoirten ende alle die visscherije vander moelen opwairt tot des boevenbempt toe. Ook in een document uit 1441 werd de molen genoemd.
In 1670 kwam de molen in bezit van de adellijke familie Prouveur, en in 1711 in bezit van de familie Verhoeven, toen dochter Hendrica Prouveur met Hendrick Verhoeven trouwde. De laatste mulder van dit geslacht overleed in 1957.
In 1873 werd de molen uitgebreid met een oliemolen, die in hetzelfde gebouw werd ondergebracht. Hiervoor werden onderdelen van een rosoliemolen uit Walik gebruikt. Hij zou door een stoommachine aangedreven zijn.
In 1929 was de molen de tweede in de reeks 'De watermolens op den Dommel' die de architect en pentekenaar Johan Dionysius Looyen beschreef en tekende in de Provinciale Noordbrabantsche en 's-Hertogenbossche courant.
In 1938 kwam een einde aan het functioneren van de molen, want de stuwrechten werden door het waterschap afgekocht. Het rad werd gesloopt en, na het overlijden van mulder Frans (Franciscus) Verhoeven, raakte de molen in verval. In 1977 werd de molen verkocht aan een nieuwe eigenaar, die er horeca wilde beginnen. Weduwe Jans Verhoeven-Waterschoot vertrok in 1981 en korte tijd later stortte het molenhuis op raadselachtige wijze in, en werd vervolgens verder vernield. Een brand maakte een eind aan de molen. De historische gevelboerderij naast de molen die eeuwenlang als woonhuis diende, is na het vertrek van de weduwe Verhoeven-Waterschoot leeg komen staan en in verval geraakt. Het gebouw is in de jaren negentig van de vorige eeuw uiteindelijk gesloopt om plaats te maken voor nieuwbouw. 
Jans Verhoeven-Waterschoot overleed in 1987 en is samen met haar man begraven in Riethoven op de Rooms-katholieke begraafplaats.
Waterschap De Dommel onderhoudt ter plaatse een stuw. In 2003 is deze voorzien van een vistrap.

## Nabijgelegen watermolens
Stroomafwaarts bevindt zich de Volmolen op de Dommel, en stroomopwaarts lag de Westerhovense Watermolen op de Keersop.